# Старанников Василь Петрович
Василь Петрович Старанников (1893, Російська імперія — ?) — радянський діяч, відповідальний секретар Астраханського губкому та Владивостоцького окружкому ВКП(б). Член ЦВК СРСР 4-го скликання, кандидат у члени ЦВК СРСР 3-го скликання. Член Центральної контрольної комісії ВКП(б) у 1927—1930 роках.

## Життєпис
Брав активну участь у революційному русі. Член РСДРП з 1911 року.
У січні 1925 — грудні 1927 року — відповідальний секретар Астраханського губернського комітету ВКП(б).
У грудні 1927 — 1929 року — заступник начальника військово-морської інспекції Центральної контрольної комісії ВКП(б).
У 1929 році — відповідальний секретар Владивостоцького окружного комітету ВКП(б) Далекосхідного краю.
Подальша доля невідома.